# Periphyllus singeri
Periphyllus singeri är en insektsart. Periphyllus singeri ingår i släktet Periphyllus och familjen långrörsbladlöss. Inga underarter finns listade i Catalogue of Life.